# Березінський Віталій Костянтинович
Віта́лій Костянти́нович Березі́нський (*8 листопада 1937, Іванів — 24 серпня 2011) — поет.
Народився 8 листопада 1937 р. в с. Іванів (Янів) Калинівського району Вінницької області.
Закінчив філологічний факультет Одеського університету.
Працював відповідальним секретарем Одеської організації НСПУ. Нині — викладач української та зарубіжної культури в Одеській національній академії харчових культур.
Автор збірок поезій «Повінь», «Кольори граніту», «Автострада», «Запас висоти», «Рождение солнца» (в перекладі на російську мову), «Солоний камінь».